# Allsvenskan i handboll för damer 1974/1975
Allsvenskan i handboll för damer 1974/1975 vanns av Stockholmspolisens IF, som vann både grundserien och slutspelsserien. SM-silvret gick till Borlänge HK, som bland annat lyckades få 12-12 mot Stockholmspolisens IF i slutspelsserien.

## Sluttabell

### Grundserien
| Nr | Lag                            | Matcher | Vinst | Oavgjort | Förlust | Målskillnad | Poäng |
| -- | ------------------------------ | ------- | ----- | -------- | ------- | ----------- | ----- |
| 1  | Stockholmspolisens IF          | 16      | 14    | 0        | 2       | 291-177     | 28    |
| 2  | Borlänge HK                    | 16      | 13    | 0        | 3       | 279-188     | 26    |
| 3  | Kvinnliga IK Sport             | 16      | 12    | 0        | 4       | 268-189     | 24    |
| 4  | IK Bolton                      | 16      | 10    | 0        | 6       | 219-195     | 20    |
| 5  | Mölndals HF                    | 16      | 8     | 1        | 7       | 209-188     | 17    |
| 6  | Karlskronaflickorna/Rödeby AIF | 16      | 5     | 1        | 10      | 215-247     | 11    |
| 7  | Göteborgs Kvinnliga IK         | 16      | 4     | 2        | 10      | 198-241     | 10    |
| 8  | Skånela IF                     | 16      | 4     | 0        | 12      | 184-272     | 8     |
| 9  | Eslövs IK                      | 16      | 0     | 0        | 16      | 152-318     | 0     |

### Slutspelsserien
| Nr | Lag                   | Matcher | Vinst | Oavgjort | Förlust | Målskillnad | Poäng |
| -- | --------------------- | ------- | ----- | -------- | ------- | ----------- | ----- |
| 1  | Stockholmspolisens IF | 3       | 2     | 1        | 0       | 47-29       | 5     |
| 2  | Borlänge HK           | 3       | 2     | 1        | 0       | 42-32       | 5     |
| 3  | Kvinnliga IK Sport    | 3       | 1     | 0        | 2       | 36-49       | 2     |
| 4  | IK Bolton             | 3       | 0     | 0        | 3       | 30-45       | 0     |

Stockholmspolisens IF svenska mästarinnor.